# Xylostroma
Xylostroma là một chi nấm thuộc họ Fomitopsidaceae.

## Species list
- Xylostroma capsuliferum
- Xylostroma cinereum
- Xylostroma corium
- Xylostroma fomentarium
- Xylostroma giganteum
- Xylostroma giganteum
- Xylostroma loreum
- Xylostroma radians
- Xylostroma ramentaceum
- Xylostroma suber